# Koeryk
De Koeryk (Russisch: Курыканы, Koerykany) waren een volksgemeenschap in Siberië, vermeld in Turkse inscripties uit de 7e-8e eeuw. Soms bevatten de inscripties de uitdrukking "oetsj koeryk", dat wil zeggen "drie koeryk". Dit wordt meestal geïnterpreteerd als dat het een drietal stammen betreft, verenigd onder de naam Koeryk. 
De Koeryk waren niet de oorspronkelijke bevolking van de Baikal-regio, maar ontstonden uit de Dingling-stammen die aan de Jenisej leefden. Hun cultuur ontwikkelde zich in nauw contact met de regio Krasnojarsk-Minoesinsk.

## Inscripties
In een van de Orchoninscripties, op het monument voor Kül-Tegin, worden de Oetsj-Koeryk vermeld onder de tien volkeren en staten die hun vertegenwoordigers naar de begrafenis van de eerste Turkse kans stuurden. In een andere Orchoninscriptie worden de Koeryk (zonder "Oetsj") bij het beschrijven van de gebeurtenissen die volgden op de ineenstorting van het Eerste Rijk der Göktürken als vijanden vermeld. De inscriptie van Oejbat in Chakassië zegt: "toen het Koeryk-volk werd ingenomen."

## Archeologie
A.P. Okladnikov identificeerde de Koeryk met de archeologische Koeroemtsjincultuur (5e tot 8e eeuw). Volgens deze theorie bestreek de Koeroemtsjincultuur de centrale en oostelijke delen van de huidige oblast Irkoetsk, de Toenka-vallei, en de districten Bargoezin en Kabansk van Boerjatië. Een aantal locaties zoals de Oka-bergen (Boerjatië) en Khövsgöl (Mongolië) waren tot voor kort moeilijk toegankelijk voor onderzoekers, mogelijk spreidde de cultuur zich daar ook nog verder uit. 
In de afgelopen jaren hebben een aantal onderzoekers, in het bijzonder A.V. Charinski en V.S. Nikolajev, vraagtekens gezet bij de opname van vele monumenten in de Koeroemtsjincultuur, of zelfs het afzonderlijk bestaan van een Koeroemtsjincultuur. Een aantal monumenten, zoals 13e-eeuwse begraafplaatsen aan de Angara-rivier, werden door Nikolajev aan een afzonderlijke Oest-Talkacultuur toegewezen. Deze cultuur toont kenmerken van de Altaj-Turken uit de vroege middeleeuwen en de Mongolen uit de 12e tot 17e eeuw, en toont waarschijnlijk de aankomst van een nieuwe Turkse bevolking.

## Etniciteit
De etniciteit van de Koeryk is omstreden. Sommige onderzoekers beschouwen ze als Turks, anderen als Mongools. Weer anderen geloven dat ze een stamverband waren, bestaande uit drie clans: Turks, Evenks en Boerjaats. Elk van de clans vertegenwoordigde een afzonderlijke groep, geleid door een leider, de sygin, ook bekend in de vormen dzjigin, tegin en tygin. Gezamenlijk werden ze geleid door de grote sygin. 
Volgens A.P. Okladnikov zouden de Koeryk de voorouders van zowel de Jakoeten als de Boerjaten zijn.
Onder druk van de Kitan drongen aan het begin van de 10e eeuw de Chori-Mongolen Transbaikal binnen. Na lange strijd werden de Koeryk verslagen. Grote groepen Mongoolssprekende bevolking drongen de Baikal-regio binnen, waardoor een taalverandering van Turks naar Mongools plaatsvond. De bevolkingsdruk veroorzaakte een uittocht van Turkstalige bevolking langs de Lena naar het noorden. Hier vormde zich na vermenging met de Evenken het volk der Jakoeten.